# Mndumbwe
Mndumbwe (auch Mdumbwe oder Ndumbwe) ist ein Verwaltungsbezirk (englisch Ward) des Distrikts Tandahimba in der tansanischen Region Mtwara.

## Geografie
Mndumbwe liegt im Südosten von Tansania etwa 15 Kilometer Luftlinie nordwestlich der Distrikthauptstadt Tandahimba in etwa 400 Meter Seehöhe. Der Bezirk grenzt im Norden an Mkwedu, im Osten an Milingodi, im Südosten an Nanhyanga, im Süden an Mdimba Mnyoma und im Westen an Mtunguru und Mnyeu. Bei der Volkszählung 2022 lebten 9396 Menschen in 2942 Haushalten auf einer Fläche von 51 Quadratkilometern.

## Gliederung
Der Bezirk besteht aus fünf Gemeinden (Mtaa) mit 19 Orten (Kitongoji):
| Mndumbwe - Chang'ombe - Songea - Chikongola - Ilala | Mambamba - Bondeni - Mnekachi - Kongo - Usalama - Litule | Majengo - Majengo - Chihanga - Keko - Tandika - Nguvukazi | Mtandavala - Majengo - Mingoyo - Pemba | Mfyatula - Bondeni - Mlimani |

## Infrastruktur
- Bildung: Im Jahr 2023 wurde in Mndumbwe eine weiterführende Schule errichtet.[8][9]
- Gesundheit: In der Gemeinde Mambamba liegt ein staatliches Gesundheitszentrum.[10]